# Bayot
Die Bayot-Sprache, auch bekannt als Baiot, Baiote und Bayotte, ist eine westatlantische Sprache, die vor allem in Süd-Senegal, südwestlich von Ziguinchor in einer Gruppe von Dörfern nahe Nyassia, in Nordwest-guinea-Bissau entlang der senegalesischen Grenze und in Gambia gesprochen wird.
Sie ist eine Jola-Sprache der Bak-Gruppe innerhalb der Niger-Kongo-Sprachfamilie.
Essin ist eine Dialektsubgruppe des Bayot und hat eine lexikalische Ähnlichkeit von 15–18 % mit den Varietäten des Dioula.
Das Bayot hatte im Jahre 2006 insgesamt 18.790 Sprecher: 16.100 in Senegal, 2.190 in Guinea-Bissau und wenige Hundert in Gambia.